# 築港大潮湯
座標: 北緯34度39分05秒 東経135度25分55秒 / 北緯34.6514286度 東経135.4319262度
築港大潮湯（ちっこうおおしおゆ）はかつて大阪府大阪市港区に存在した娯楽施設。

## 概要
1914年（大正3年）8月、元大工である森口留吉によって築港大桟橋の東南に建てられた。温泉と海水プールを中心とした総合娯楽施設。
この付近には以前、海浜院「天保山遊園」があったが、築港大桟橋の建設に伴い、1902年（明治35年）に閉鎖されていた。第一次世界大戦の不況の最中であるが、豊臣秀吉を尊敬する森口は乾坤一擲で施設を建築した。1914年10月には隣に新館として築港花壇を増設する。 
広さは3300平方メートル、30馬力のモーターで1日200万リットルの海水を汲み上げ、滝として落とすプール、清水・塩水・温泉の三種類の浴槽があり、
巨大な滝のあるプールや劇場、新館には百畳敷きの大広間や入浴客の休憩室まで備えていた。
開園当初の入場料は大人30銭、子供15銭であったが、1926年（大正15年）の段階で夏季以外は大人20銭、子供10銭の低価格に変わった。

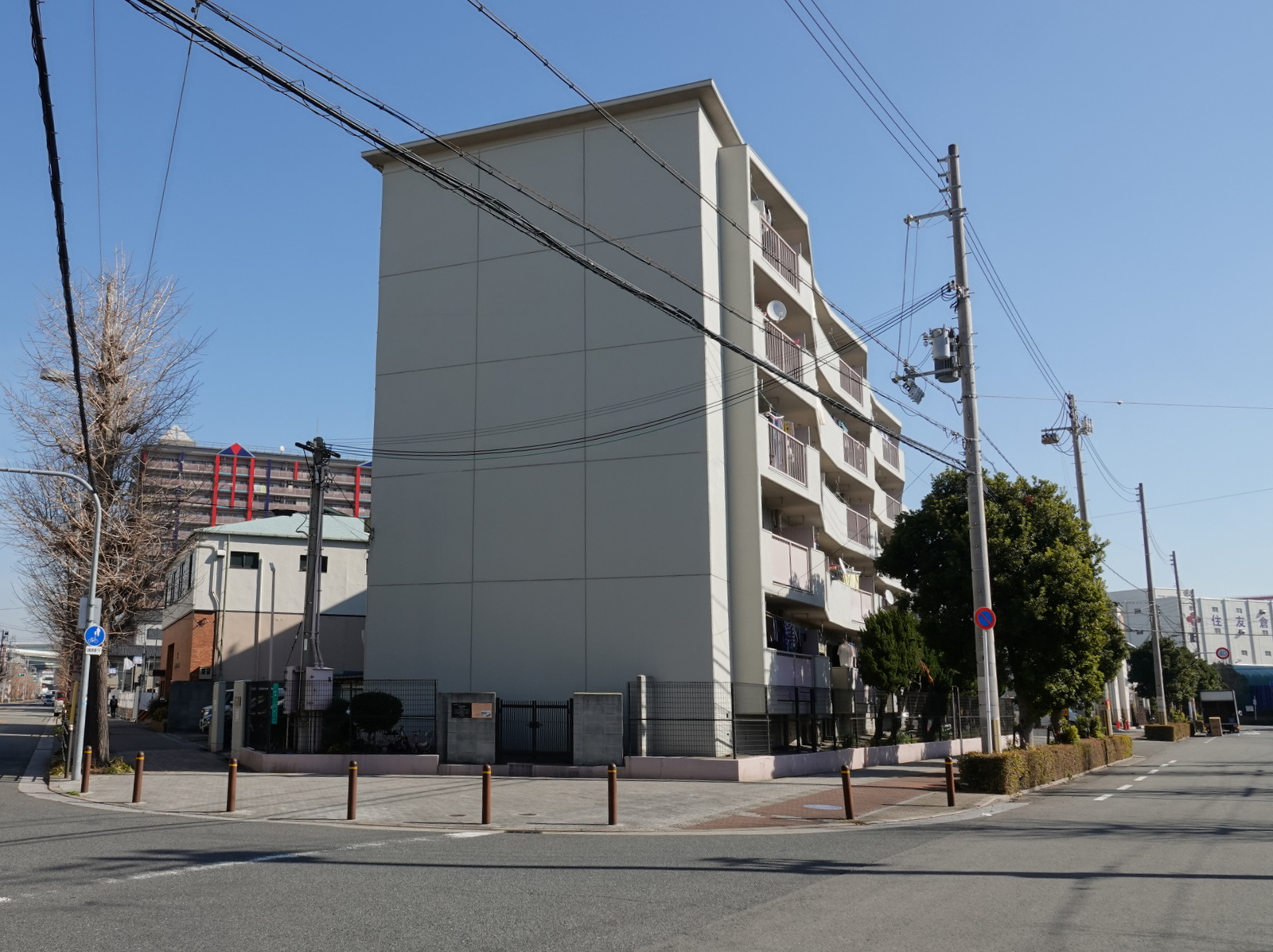
築港大潮湯があったとされる築港二丁目付近

## 開館後の経過
1919年（大正8年）に、「陸上安全大海水浴場」が増築された。オープン8年後の1922年（大正11年）には創業時の借財をすべて返済、債権者を新館に招いて宴を実施した。
1923年（大正12年）9月の関東大震災発生後、關一大阪市長の要請により被災者の受け入れ・収容施設として無料開放されるとともに、新館を貸事務所として寄付した。しかし、1926年（大正15年）に神戸の「松田汽船」に売却される。
1934年（昭和9年） 9月、室戸台風の高潮被害により、オープンから20年で閉鎖となった。

## 閉館後
第二次世界大戦中、捕虜の収容所となる。
2019年1月時点では、一般財団法人大阪港湾福利厚生協会の築二住宅が跡地に所在する。

## 施設

### 旧館
1914年（大正3年）8月建設

### 新館
新館には、以下の施設があり、無料で利用できた。
- 大広間（260畳）舞台付き　1室
- 大広間（100畳以上）　2室
- 大広間（88畳）　2室
- 10畳以上の部屋　15室
- 10畳以下の部屋　60室
- 休憩所（50畳）　4か所
- 運動場（350坪）　1か所

### 陸上安全大海水浴場施設
1919年（大正8年）建設のプール。背景にペンキで富士山や白砂青松の風景が描かれていた。組み上げた海水を勢いをつけて滝として流し落としていた。

## 当時の絵葉書

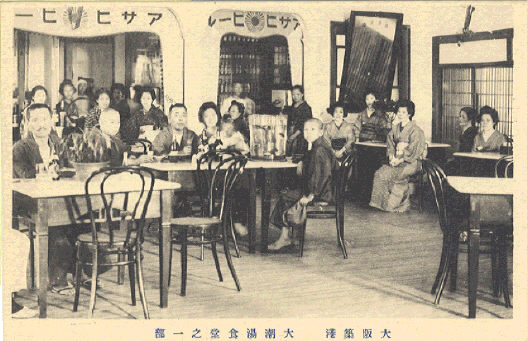
大阪築港 大潮湯食堂之一部
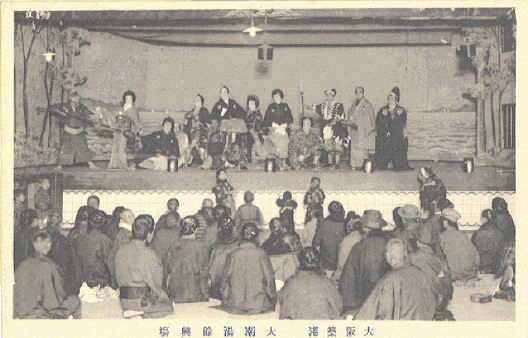
大阪築港 大潮湯余興塲
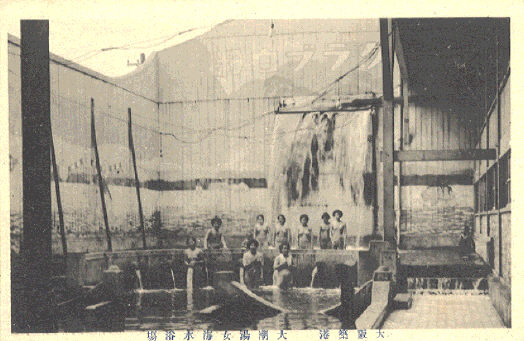
大阪築港 大潮湯女海水浴塲
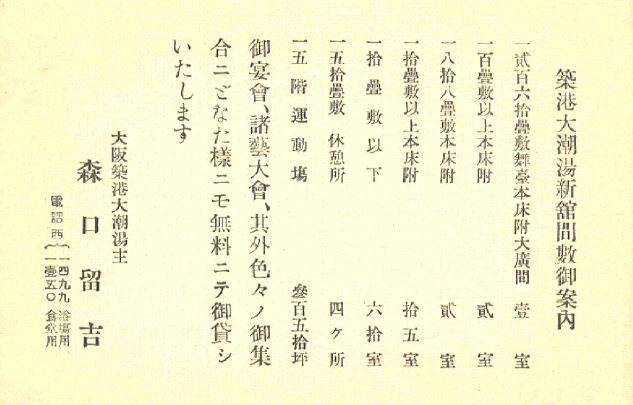
築港大潮湯新舘間数御案内(付属資料)
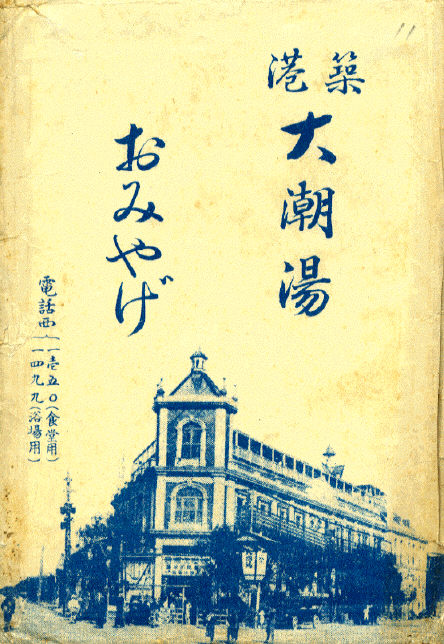
築港大潮湯おみやげ(袋)